# Karnyothrips rhopalocerus
Karnyothrips rhopalocerus är en insektsart som först beskrevs av Ian A. Hood 1925.  Karnyothrips rhopalocerus ingår i släktet Karnyothrips och familjen rörtripsar. Inga underarter finns listade i Catalogue of Life.